# 常磐村 (岐阜県)
常磐村（ときわむら）はかつて岐阜県稲葉郡に存在した村である。
現在の岐阜市の北部である。南部は伊自良川、鳥羽川に挟まれ、中部北部は城ヶ峰 (288m) や如来ヶ岳 (276m)、眉山 (231m) があり、山間の村である。
岐阜市合併後、宅地造成が進む一方、畜産センター（岐阜市民公園）があり、市民の憩いの場でもある。
平成の大合併の最中、岐阜市の行政の怠慢が露呈し、岐阜市広域合併協議から羽島市、笠松町、岐南町、北方町から離脱するきっかけとなった岐阜市の産廃不法投棄問題は、旧・常磐村の椿洞での出来事である。

## 歴史
- 江戸時代末期、この地域は美濃国方県郡に属し、天領であった。
- 1875年（明治8年） - 上城田寺村と下城田寺村が合併し、城田寺村となる。
- 1897年（明治30年）4月1日[1] - 方県郡の一部、厚見郡、各務郡が合併し、稲葉郡となる。この地域は稲葉郡となる。
- 1897年（明治30年）4月1日 - 打越村、城田寺村、上土居村、椿洞村が合併し、常磐村となる。
- 1940年（昭和15年）7月1日 - 岐阜市に編入される。

## 学校
- 常磐尋常高等小学校（現・岐阜市立常磐小学校）